# Musée d'art moderne de Collioure
Le Musée d'Art moderne de Collioure a été créé par le peintre d'origine russe Jean Peské en 1934 et repris en 1985 par la petite municipalité des Pyrénées-Orientales. Après avoir été en gestion commune avec le Musée d'Art moderne de Céret jusqu'en 2019, le Musée d'Art moderne de Collioure envisage de s'agrandir pour rendre hommage à la venue d'Henri Matisse en 1905, qui a peint à de nombreuses reprises la petite ville, offrir un parcours permanent et encourager la création contemporaine davantage.

## Historique
L'emplacement actuel du Musée faisait auparavant partie du complexe du Couvent des Dominicains, on retrouve d'ailleurs son cloître dans le jardin du musée.
Au XIXème siècle, un château est bâti sur ce terrain, la bâtisse se mue au milieu du XXème dans un style méditerranéen et devient la Villa Pams, du nom de son propriétaire, le sénateur Gaston Pams. 
En parallèle, en 1934, le peintre d’origine russe, Jean Peské, tombé amoureux de Collioure, décide d’y créer un musée à l’instar de son ami Albert André à Bagnols-sur-Cèze. Il rassemble, auprès de ses amis artistes, près de 200 œuvres qui prennent ensuite place dans une salle de l’Hôtel de ville.
Plus tard, en 1981, la ville de Collioure fait l’acquisition de la Villa Pams, pour y installer un musée sur la base du fonds Peské, jusqu’alors tombé en sommeil. Cela se fait sous l’impulsion d’un groupe d’amis et de passionnés : les artistes Willy Mucha et Jean-Jacques Prolongeau ainsi que René Pous, propriétaire de l'Hostellerie des Templiers, haut lieu de passage des artistes à Collioure depuis celui de Matisse notamment.

Le Musée d’Art Moderne de Collioure est inauguré le 20 septembre 1985 par une exposition hommage « Descossy, Giner, Perrot – Trois peintres à Collioure ». La gestion du musée est alors confiée à l’Association des Amis du Musée présidée par Joseph Pous (fils de René Pous des Templiers).

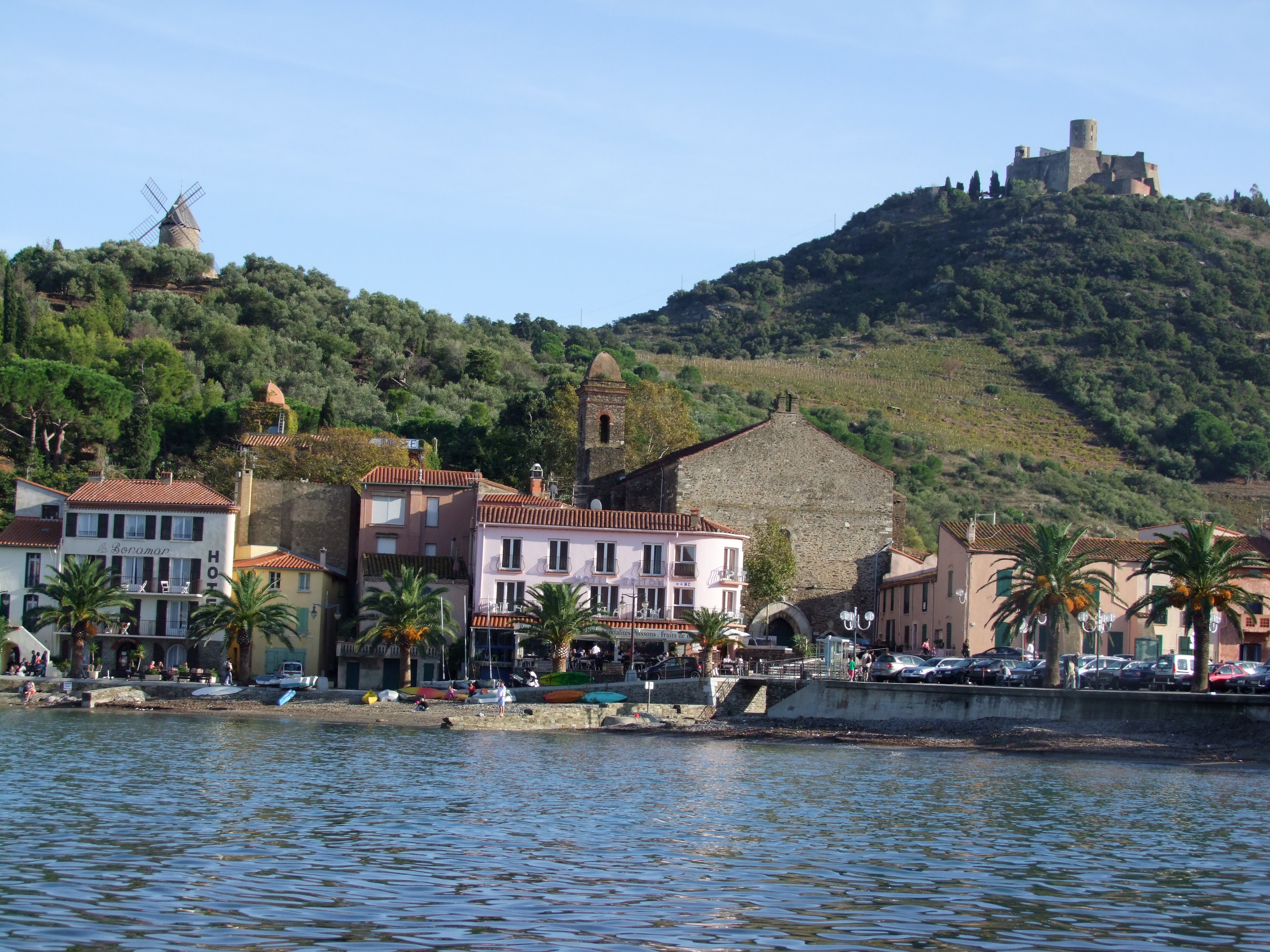
Le clocheton du musée qui dépasse des arbres à la gauche de l'ancien Couvent des Dominicains
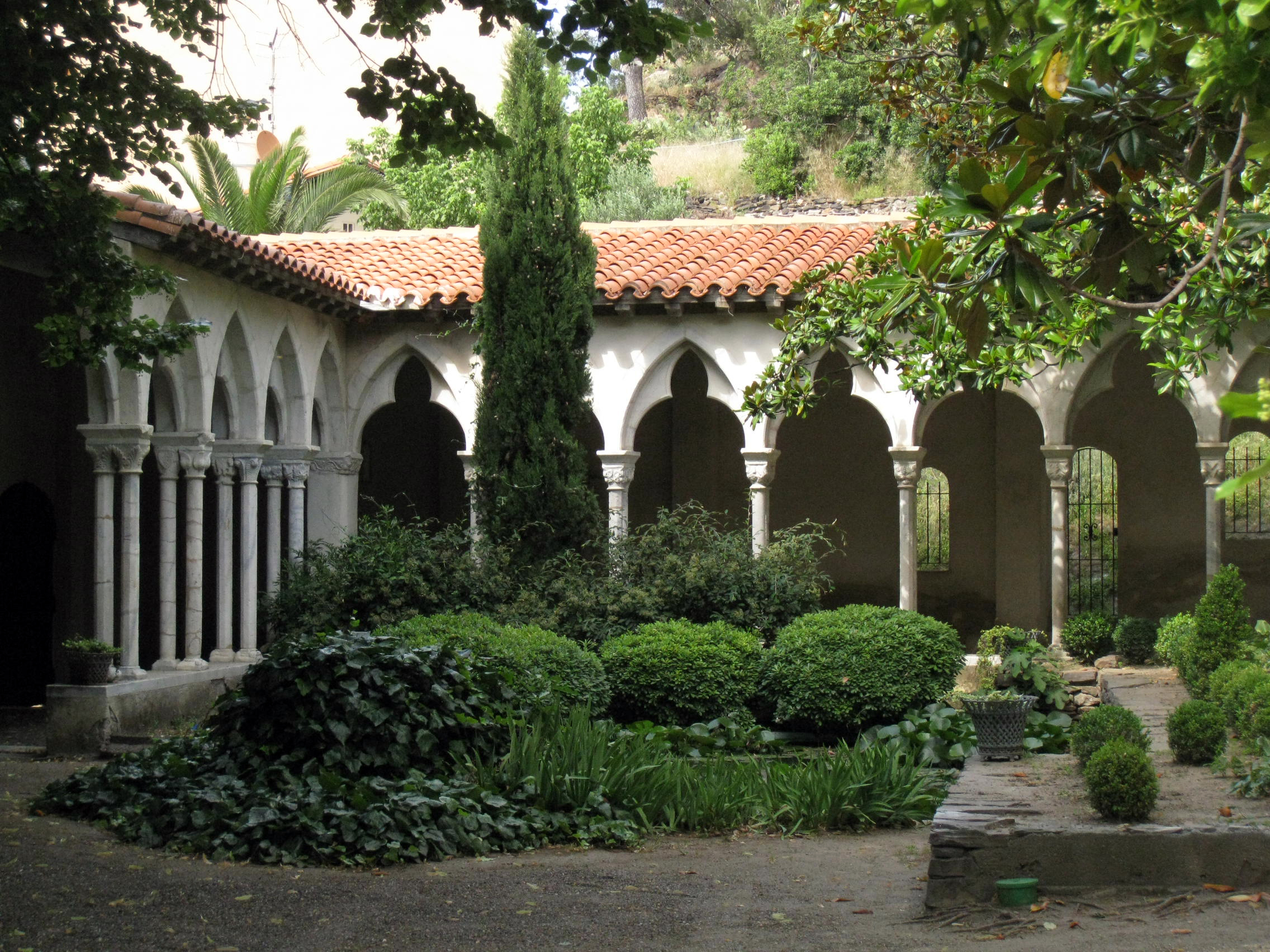
Le cloître, maintenant dans le jardin du musée, déplacé à la suite d'un elginisme
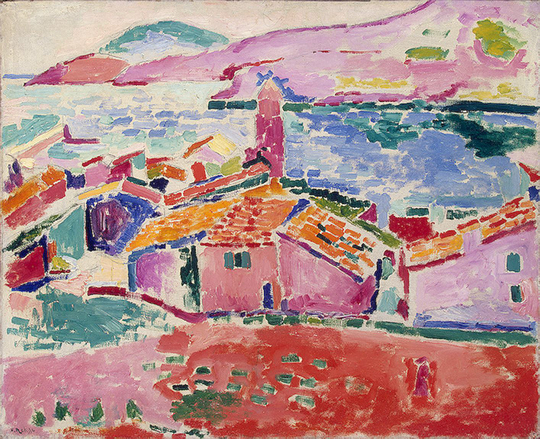
Les Toits de Collioure, par Henri Matisse
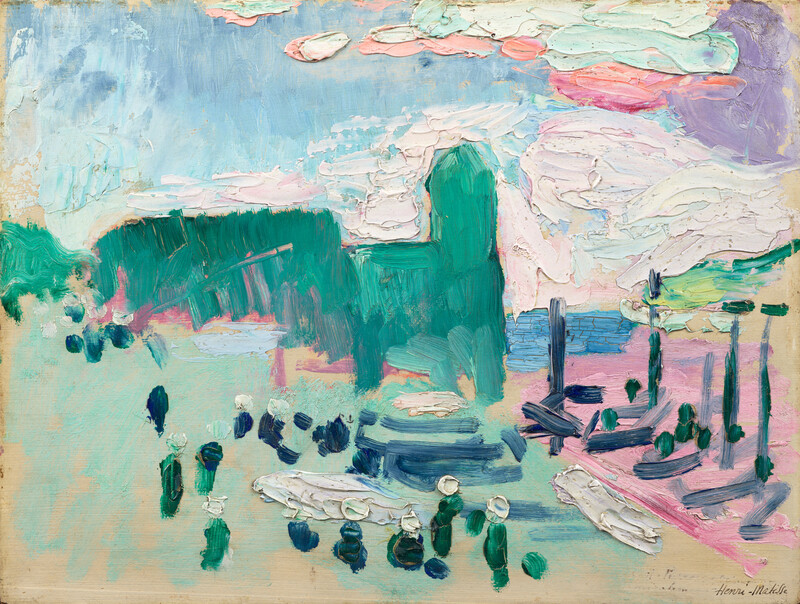
Collioure, par Henri Matisse

Le musée garde un moment le nom de Musée Peské, en hommage au peintre initiateur du projet, puis prends le nom de Musée d'Art moderne de Collioure. Il expose des collections d'art moderne et contemporain.

## Collioure, lieu de naissance du Fauvisme
La nouvelle peinture que proposent Matisse et Derain à la suite de leurs voyages successifs à Collioure à partir de 1905, se verra donner le nom de "fauve" par le critique d'art Louis Vauxcelles.

## Collection[4]
- Albert André
- Georges Ayats
- Auberge de Garcias
- François Baloffi
- Ben
- François Bernadi
- Michel Bertrand
- Vincent Bioulès
- Bleda y Rosa
- Pierre Brune
- Pierre Buraglio
- Charles Camoin
- Jacques Capdeville
- Jean Capdeville
- Francesca Caruana
- Jean Cocteau
- Claudia Comelade
- Pascal Comelade
- Lucien Coutaud
- Nicolas Cussac
- Rolande Déchorain
- André Derain
- Joël Desbouiges
- Michel Descossy
- Béatriz Garrigó
- Dominique Gauthier
- Balbino Giner i Garcia
- Augustin Hanicotte
- Rudolf Ilhee
- Frédéric Khodja
- Renée Lavaillante
- Aristide Maillol
- Henri de Maistre
- Henri Matisse
- Mela Muter
- Juan Navarro Ramón
- Pablo Picasso
- Jean Peské
- Jean-Jacques Prolongeau
- Josep Riera i Aragó
- Jaume Rocamora
- Kenneth Martin Snodgrass
- Léopold Survage
- Etienne Terrus
- Aurore Valade
- Henri Vergé-Sarrat
- Claude Viallat
- Jean-Louis Vila

### Conservateurs en chef du musée
- Joséphine Matamoros
- Claire Muchir